# Joachim Gans
Joachim Gans (také psáno Jeochim, Jochim, Gaunz, Ganse, Gaunse, narozen v 16. století v Praze) byl důlní expert z Čech a první zaznamenaný Žid, který kdy žil v Severní Americe.

## Raná léta
Gans se narodil v Praze a byl pravděpodobně spřízněn s vědcem Davidem Gansem , který se v Praze usadil roku 1564.
Joachim se v roce 1581 odstěhoval do Anglie, kde se věnoval chemii. Vymyslel způsob, jak snížit dobu čištění měděné rudy ze 16 týdnů na pouhé čtyři dny, což výrazně pomohlo Angličanům připravit se na jejich válku se Španěly.
Kromě toho dokázal najít využití pro nečistoty odstraněné z rudy v textilních barvivech. Díky jeho pověsti jej požádal Sir Raleigh o účast na své expedici jako metalurg a důlní vedoucí.

## V Americe
Gans se tedy tímto stal prvním doloženým Židem a zároveň Čechem na území budoucích Spojených států. V kolonii hlavně ověřoval kvalitu místního stříbra, a to pomocí pece, kterou si sám vyrobil. Cihly, z kterých byla pec postavena, a vlastnoručně tavené měděné nugety jsou jedinými dochovanými artefakty alžbětinského Nového světa.

## Pozdní život a soud
Gans se později přestěhoval do Bristolu, kde učil hebrejsky anglické džentlmeny, kteří chtěli číst Bibli v originále. Roku 1589 navštívil Ganse chichesterský biskup Richard Curteys. Gans zrovna hovořil hebrejsky a prohlásil se tak za Žida. Na to se ho biskup zeptal: „Popíráš, že byl Ježíš Kristus syn boží?“ a Gans odpověděl: „Proč by všemocný Bůh potřeboval syna?“ Gans byl předveden před starostu a konšely za zločin rouhání. Ti jeho případ předali do Londýna na posouzení královninou radou a to bylo naposledy, kdy lze o něm vystopovat nějakou zmínku.